# Anton Dekan
Anton Dekan (* 18. Dezember 1948 in Hermagor, Kärnten), Pseudonym Tony Dee, ist ein österreichischer Schriftsteller und Musiker.

## Leben
Anton Dekan wuchs in seinem Geburtsort Hermagor auf. Von 1969 bis 1971 hielt er sich in Düsseldorf auf. Nach seiner Rückkehr nach Österreich absolvierte er nach eineinhalb Jahren Tätigkeit im Amt der Kärntner Landesregierung die Lehramtsprüfung und arbeitete anschließend bis 1989 als Berufsschullehrer. Daneben war er als Schriftsteller, Liedermacher und Musiker tätig. Von 1991 bis 2001 hatte er seinen Hauptwohnsitz in Wien und war unter dem Namen Tony Dee als Countrysänger unterwegs. 
Anton Dekan ist Verfasser eines Romans (Ritter Verlag, 1981), von Kurzprosa, Theaterstücken, Gedichten, multimedialen Performances und musikalischen Eigenkompositionen.
Er ist Mitglied der GAV (österreichische AutorInnenversammlung) und der IG Autorinnen Autoren. 1981 erhielt er den Förderungspreis des Landes Kärnten für Literatur und nahm auf Einladung von Humbert Fink am damaligen Ingeborg-Bachmann-Literaturwettbewerb teil. 2016 war er Sieger des Literaturpreises der Stadt Bleiburg. Er hielt Lesungen, u. a. mit Jack Unterweger und Gerhard Rühm, inszenierte Performances und hatte Auftritte mit Gunter Gabriel und Jonny Hill. In der Kampfkunst Wing Tsun besitzt er den ersten höheren Grad. Seit 2011 ist er Reiki-Meister.
Dekan steht den „Neugeistigen Bewegungen“ Ende des 19. Jahrhunderts sowie dem islamischen und interkonfessionellen Sufismus nahe und ist Mitglied der Theosophischen Gesellschaft Pasadena/USA und der TG Österreich.
Vor Jahrzehnten entdeckte er sein Heiler-Potential. Er arbeitet mit Quantenheilung und anderen Geistheilungsmethoden.
Dekan ist Vater von neun Kindern und lebt in Mittertrixen/Kärnten sowie zeitweise in Wien.

## Werke

### Schriften
- Ein Fuß vor dem anderen, Klagenfurt 1980

### Tonträger  (Auswahl)
- Ham zu dir (1987, Kassette)
- Hello Vienna (1994, CD)

### Radio
- zu sprechen beginnen (1981) – Werkstatthörspiel, Regie Vintila Ivanceanu, Sprecher Gudrun Velisek und Heino Fischer, ORF 1

### Musikvideos
- Kaj zem zgubil – Text: Janko Messner nach einer Idee von Anton Dekan, Musik: Anton Dekan, Videoclip, ORF Kärnten
- I leb in Kärnten – Single und Videoclip, produziert von Dieter Dorner, ORF Kärnten

| Personendaten    | Personendaten                               |
| ---------------- | ------------------------------------------- |
| NAME             | Dekan, Anton                                |
| ALTERNATIVNAMEN  | Dee, Tony (Pseudonym)                       |
| KURZBESCHREIBUNG | österreichischer Schriftsteller und Musiker |
| GEBURTSDATUM     | 18. Dezember 1948                           |
| GEBURTSORT       | Hermagor, Kärnten                           |